# Reconhecimento
Reconhecimento es el segundo álbum de debut del cantautor brasileño MC Biel, lanzado el 18 de octubre de 2017 por Warner Music Brasil. Sus principales géneros son de pop, hip hop y funk carioca, y contiene colaboraciones con los artistas brasileños Carlinhos Brown, Gloria Groove, Ludmilla, Roberto Carlos y Wesley Safadão.

## Concepto
En el año 2016, el cantante Biel se había involucrado en polémicas de acoso con una periodista. Con la gran repercusión de tal envolvimiento, el artista acaba teniendo sus comentarios antiguos en su perfil de Twitter y en entrevistas de carácter racista, xenófobo y LGBTpóbico (además de atender a la clase social anciana)
llevados al alza en los medios. En el mismo año, el cantautor intentó disculparse por la cuestión del acoso, pero su nombre continuó involucrados en varias polémicas.

En febrero de 2017, Biel utilizó sus redes sociales para disculparse con todas las comunidades que había ofendido. Seis meses después, el cantautor anunció que lanzar un nuevo álbum; Al anunciar el nombre de su nuevo proyecto - Reconhecimiento -, explicó que se trataba de una nueva fase en su carrera en la que reconoce sus errores cometidos, reconoce que no pretende repetir el mismo error y reconoce los problemas y el valor de las comunidades que se sintieron ofendidas por él. A finales de año, se anunciaron las colaboraciones del álbum, cada una representaría a un miembro de cada comunidad que fue ofendida por el cantante, siendo Carlinhos Brown representante de afrodescendientes; Ludmilla, de las mujeres; Wesley Safadão, de brasileños nordestinos (víctimas de xenofobismo de Biel); Pepe & Nenem, de LGBTs; y Roberto Carlos, de ancianos.

## Lista de Canciones
| Reconhecimento — Audio |                                                   |          |  |
| N.º                    | Título                                            | Duración |  |
| 1.                     | «Gratidão»                                        |          |  |
| 2.                     | «Brasileiro (ft. Carlinhos Brown)»                |          |  |
| 3.                     | «Domingo de Chuva»                                |          |  |
| 4.                     | «O Melhor Para Você (ft. Roberto Carlos)»         |          |  |
| 5.                     | «Amo Amar Você, Amor»                             |          |  |
| 6.                     | «Distantes»                                       |          |  |
| 7.                     | «Tipo (ft. Pepe & Nenem)»                         |          |  |
| 8.                     | «Ela É Dela»                                      |          |  |
| 9.                     | «Abre a Pista (ft. Ludmilla)»                     |          |  |
| 10.                    | «De Acordo Com o Grave»                           |          |  |
| 11.                    | «Eu Sei a Falta Que Eu Faço (ft. Wesley Safadão)» |          |  |
| 12.                    | «Superação»                                       |          |  |
| 13.                    | «Uma Chance»                                      |          |  |

## Pista Por Pista

### Gratidão
La canción comienza el álbum con un ritmo de hip hop (característico de R&B), con una melodía de soul acompañada por un solo de guitarra que se asemeja a un rock tradicional.
Las letras hablan de cuánto el artista nunca permitirá que más que la fama se corrompa a sí mismo y a sus ideales; También habla sobre la compañía de las personas que lo apoyaron después tantas críticas.
En una entrevista, el cantante explicó que eligió el nombre de gratitud porque era un agradecimiento a Dios, quien nunca lo abandonó en las etapas más difíciles de su carrera y se había alejado del Mismo con el desarrollo de la fama.

### Brasileiro
Esta canción, producida y compuesta por Carlinhos Brown, explora muchos elementos de la cultura musical afro-brasileña, como los ritmos de Axé, el ritmo que se refiere al baião y el samba, el acompañamiento instrumental del berimbau y la batería; También es notable la exploración de géneros como el hip hop y el rap, y secundarios como el funk, soul y disco.
La letra de la canción aborda la diversidad cultural presente en la sociedad brasileña, especialmente en la presencia de una jerga característica de varios grupos de personas. La canción es un homenaje del cantante a la comunidad afrodescendiente, por lo que Carlinhos Brown es un representante muy relevante de su país para explorar esa cultura, aunque no lo hace totalmente evidente.

### Domingo de Chuva
Este es un MPB silencioso, pero específicamente una bossa-nova que no se limita a la exploración acústica de un poco de flauta electrónica. El lenguaje de la canción tiene un perfil elaborado, compuesto también por Carlinhos Brown, sin embargo, a diferencia de su anterior canción "Brasileiro", también fue escrito por el cantante Biel, siendo una de las primeras composiciones hechas por él. La canción describe en detalle la sensación de tranquilidad del yo lírico haciendo una analogía con un domingo lluvioso.

### O Melhor Para Você
En esta canción, el cantante Biel divide voces con Roberto Carlos. Sus voces se alternan bastante con el desarrollo de la música, un elemento muy llamativo de MPB. Los géneros musicales están bien marcados de acuerdo con las identidades musicales de los cantantes, desde la funk melody hasta la música instrumental romántica. La canción está bastante marcada por la base del saxofón y guitarra eléctrica, muy utilizada en ambos géneros musicales.
La canción fue compuesta tanto por Roberto Carlos como por Biel, en la que cita a una mujer indecisa acerca de entablar una relación amorosa con el yo lírico. Su promesa es que él será el mejor para ella.

### Amo Amar Você, Amor
En esta pista comienza con la melodía de un indie folk con un ritmo de pop convencional que permanece desde el primer estribillo hasta el coro; Al llegar al segundo coro, la música pasa a tener un predominio del género pop-rock hasta el final de la canción. La música, en general, podría encajar en la clasificación de un MPB, porque es una canción romántica, compuesta por el propio cantante.

### Distantes
Esta canción trae una mezcla de pop y R&B muy común a la identidad del artista, recordando un poco del instrumental de canciones como "Melhor Assim" y "Química". La canción comienza con una muestra de guitarra, y cuando desarrollas un toque de piano, pero la música siempre se centra en el ritmo con influencias de R&B  romántico.
La composición de la canción tiene la credibilidad del cantante Biel, siendo una de las primeras canciones del álbum en estar lista; En esta canción, las letras hablan de cuánto extraña a una chica y de cómo la distancia duele su corazón y aun así no deja que eso afecte su relación.

### Tipo
El segundo sencillo cuenta con la participación de la pareja de las hermanas cantantes de pop brasileñas Pepe y Nenem, que no trabajan más activamente como cantantes. Se hicieron famosos después de convertirse en lesbianas, y en esa banda representan a la comunidad LGBT.
La canción une bien la identidad de los tres artistas con la mezcla del pop y el romántico R&B, manteniendo la sonoridad constante del álbum; pero una novedad de la canción es la adición del género hip hop, del cual el cantante ya está familiarizado, pero los cantantes se arriesgan a entrar en tal género musical.
El arreglo de la canción presenta las voces de las hermanas en el coro en la primera voz, mientras que el cantante llena la segunda voz, con un perfil romántico, mientras que los tres coros y los precolores están divididos, respectivamente, por los cantantes Biel, Nenem y Pepe.
Las letras fueron compuestas enteramente por los tres artistas. Según Biel, él quería que la banda llevara la antigua identidad de los artistas durante la década de 2000. La canción describe el tipo de niña, sus cualidades y su forma de atraer a los artistas.

### Ela É Dela
Este es el primer sencillo del álbum, en el que el título surge un mensaje feminista. La música transita entre el funk carioca, el hip hop y el rap, siendo el maestro el predominio del funk, el estribillo, el flujo y el pre-côro, una transición entre los géneros.
Las partes del funk carioca presentan la idea convencional de género, traen un ritmo de baile con una letra de chicle. En esta parte, está la descripción de la niña que llama la atención por su actitud de mujer independiente y la forma en que baila. A juzgar por el coro de hip hop, habla sobre el empoderamiento femenino, tener coros vocales realizados exclusivamente por mujeres, ya que el objetivo de la cantante era dar a las mujeres una voz en esta pista.
En las entrevistas, el cantante dijo que esta canción es una manera para que el cantante se disculpe después de todas las situaciones que se presentaron con un comportamiento machista, como en su canción "Ninguém Segura Ela", en la que afirma no haber tenido todo. La conciencia sobre el tema de cuánto hoy. También niega que la canción pueda ser una canción totalmente feminista, ya que la canta un hombre, nuevamente reafirma que es más una disculpa; sin embargo, debido a que la canción trata sobre el empoderamiento femenino, la cantante se comprometió a comprometer a muchas mujeres para la producción y composición de la música, esto es evidente en las voces de apoyo de los tímbres femeninos en la canción.

### Abre a Pista
Esta canción es la segunda colaboración entre Biel y Ludmilla, justo después de "Melhor Assim". Según el propio cantante, Ludmilla representa a las mujeres que se han ofendido por sus discursos negativos, al igual que Ludmilla también es amiga de Biel, quien desea compensarla por su mal comportamiento, como si la canción también fuera una disculpa a tu amiga invitada.
La pista muestra el predominio de funk carioca convencional, producido a partir de una muestra de sampler de cavaquinho. La idea de la canción es la misma que la canción anterior, el empoderamiento femenino en una canción atractiva, pero ahora cuenta con la participación de una personalidad femenina. Las letras fueron compuestas, una vez más, solo por mujeres, incluida la propia cantante Ludmilla.

### De Acordo Com o Grave
La música es un funk carioca bien marcado por la presencia de aerófonos, que recuerda el cuerno del tronco, típico del género a principios de la década de 2000. La estructura sigue el mismo género, basada en el coro, el pre-coro y el coro. se repite dos veces. Las letras fueron compuestas por el propio cantante, y hablan de bailar de acuerdo con el ritmo de la canción.